# Metamaterial d'índex negatiu

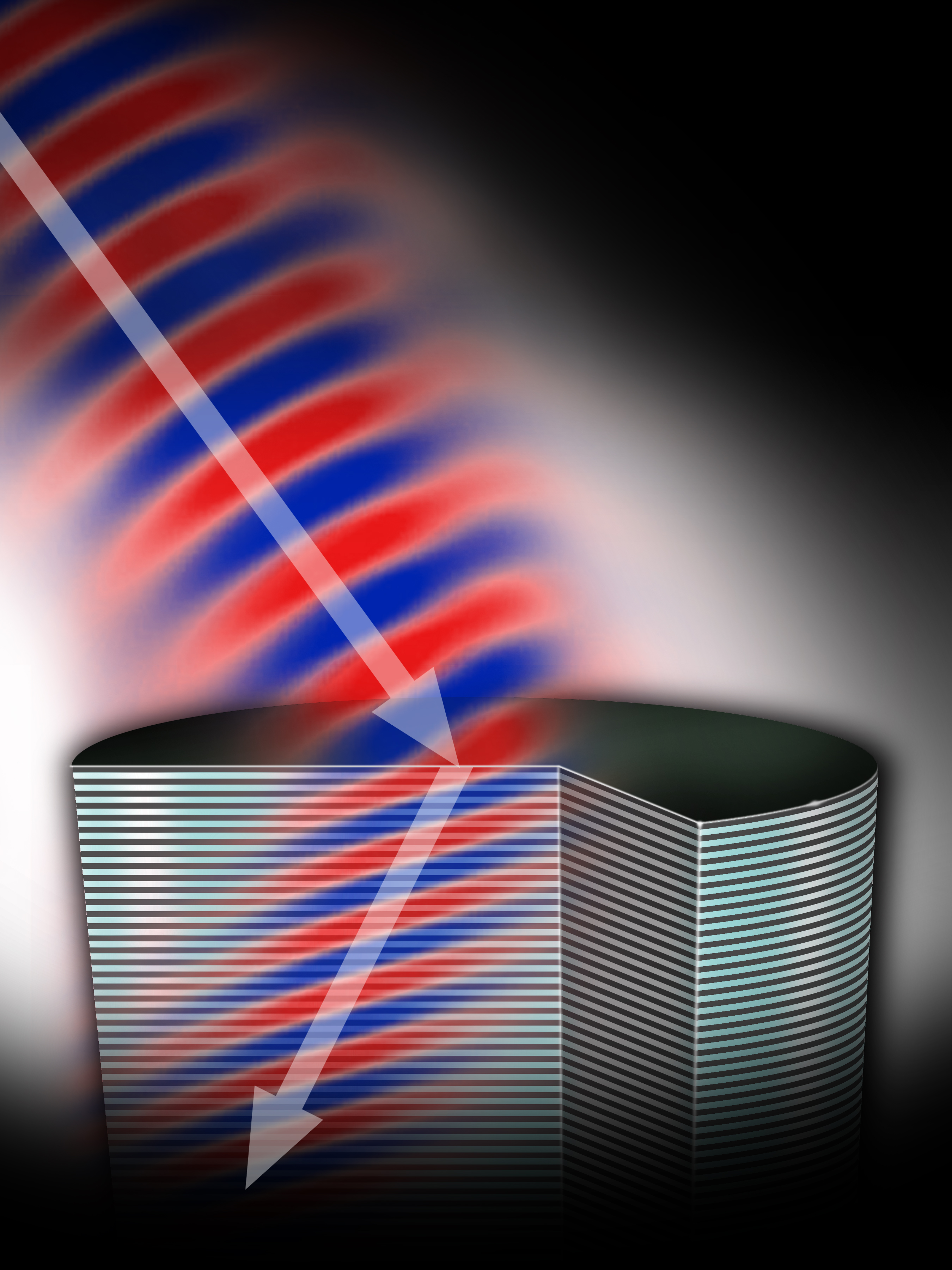
Un metamaterial d'índex negatiu fa que la llum es refracti o es doblegui de manera diferent que en materials d'índex positiu més comuns, com ara les lents de vidre.

El metamaterial d'índex negatiu o material d'índex negatiu (NIM) és un metamaterial l'índex de refracció del qual per a una ona electromagnètica té un valor negatiu en algun rang de freqüències.
Els NIM estan construïts amb parts bàsiques periòdiques anomenades cèl·lules unitàries, que solen ser significativament més petites que la longitud d'ona de la radiació electromagnètica aplicada externament. Les cèl·lules unitàries dels primers NIM investigats experimentalment es van construir a partir de material de placa de circuits, o en altres paraules, cables i dielèctrics. En general, aquestes cel·les construïdes artificialment s'apilen o planen i es configuren en un patró repetit particular per compondre el NIM individual. Per exemple, les cel·les unitats dels primers NIM es van apilar horitzontalment i verticalment, donant lloc a un patró que es va repetir i es va voler (vegeu les imatges a continuació).
Les especificacions per a la resposta de cada cel·la unitat estan predeterminades abans de la construcció i es basen en la resposta prevista de tot el material de nova construcció. En altres paraules, cada cel·la s'ajusta individualment per respondre d'una determinada manera, en funció de la sortida desitjada del NIM. La resposta agregada ve determinada principalment per la geometria de cada cèl·lula unitat i difereix substancialment de la resposta dels seus materials constitutius. En altres paraules, la manera com respon el NIM és la d'un material nou, a diferència dels cables o metalls i dielèctrics dels quals està fet. Per tant, el NIM s'ha convertit en un mitjà eficaç. També, en efecte, aquest metamaterial s'ha convertit en un "material macroscòpic ordenat, sintetitzat de baix a dalt", i té propietats emergents més enllà dels seus components.
Els metamaterials que presenten un valor negatiu per a l'índex de refracció es refereixen sovint amb qualsevol de diverses terminologies: mitjans esquerrans o material esquerrans (LHM), medis d'ona endarrere (medis BW), medis amb índex de refracció negatiu, doble negatiu. metamaterials (DNG) i altres noms similars.

## Propietats i característiques

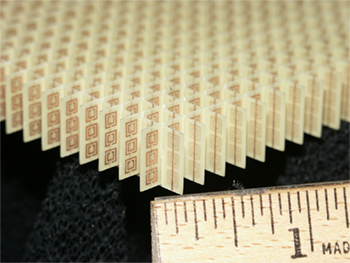
Una matriu de ressonadors d'anell dividit disposat per produir un índex negatiu de refracció, construït amb ressonadors d'anell dividit de coure i cables muntats sobre plaques de circuit de fibra de vidre entrellaçades.
La matriu total consta de cel·les unitats de 3 per 20 × 20 amb unes dimensions totals de 10 × 100 × 100 mil·límetres. L'alçada de 10 mil·límetres mesura una mica més de sis marques de subdivisió al regle, que està marcat en polzades.

L'electrodinàmica dels mitjans amb índexs negatius de refracció va ser estudiada per primera vegada pel físic teòric rus Victor Veselago de l'Institut de Física i Tecnologia de Moscou el 1967. Es va teoritzar que els materials d'índex negatiu o esquerrans proposats presenten propietats òptiques oposades a les del vidre, l'aire i altres mitjans transparents. Es va predir que aquests materials mostressin propietats contraintuïtives com la flexió o la refracció de la llum de maneres inusuals i inesperades. No obstant això, el primer metamaterial pràctic no es va construir fins 33 anys després i sí que dóna suport als conceptes de Veselago.
Actualment, s'estan desenvolupant metamaterials d'índex negatiu per manipular la radiació electromagnètica de noves maneres. Per exemple, les propietats òptiques i electromagnètiques dels materials naturals sovint es veuen alterades per la química. Amb els metamaterials, les propietats òptiques i electromagnètiques es poden dissenyar canviant la geometria de les seves cèl·lules unitàries. Les cel·les unitats són materials que s'ordenen en disposicions geomètriques amb unes dimensions que són fraccions de la longitud d'ona de l'ona electromagnètica radiada. Cada unitat artificial respon a la radiació de la font. El resultat col·lectiu és la resposta del material a l'ona electromagnètica que és més àmplia del normal.
Posteriorment, la transmissió s'altera ajustant la forma, la mida i les configuracions de les cel·les unitats. Això dóna lloc al control dels paràmetres del material coneguts com a permitivitat i permeabilitat magnètica. Aquests dos paràmetres (o quantitats) determinen la propagació de les ones electromagnètiques a la matèria. Per tant, controlar els valors de permitivitat i permeabilitat significa que l'índex de refracció pot ser negatiu o zero, així com convencionalment positiu. Tot depèn de l'aplicació prevista o del resultat desitjat. Així, les propietats òptiques es poden ampliar més enllà de les capacitats de les lents, miralls i altres materials convencionals. A més, un dels efectes més estudiats és l'índex negatiu de refracció.

### Propagació inversa
When a negative index of refraction occurs, propagation of the electromagnetic wave is reversed. Resolution below the diffraction limit becomes possible. This is known as subwavelength imaging. Transmitting a beam of light via an electromagnetically flat surface is another capability. In contrast, conventional materials are usually curved, and cannot achieve resolution below the diffraction limit. Also,  reversing the electromagnetic waves in a material, in conjunction with other ordinary materials (including air) could result in minimizing losses that would normally occur.

## Materials
Els primers metamaterials reals van funcionar en règim de microones, o longituds d'ona centímetres, de l'espectre electromagnètic (uns 4,3 GHz). Es va construir amb ressonadors d'anell dividit i cables rectes conductors (com a cèl·lules unitàries). Les cel·les unitats tenien una mida de 7 a 10 mil·límetres. Les cel·les unitats es van disposar en un patró repetitiu bidimensional (periòdic) que produeix una geometria semblant a un cristall. Tant les cèl·lules unitats com l'espai entre la xarxa eren més petits que l'ona electromagnètica radiada. Això va produir el primer material esquerrans quan tant la permitivitat com la permeabilitat del material eren negatives. Aquest sistema es basa en el comportament ressonant de les cèl·lules unitats. A continuació, un grup d'investigadors desenvolupa una idea per a un metamaterial esquerrans que no es basa en un comportament tan ressonant.

## Applications
La ciència dels materials d'índex negatiu s'està comparant amb els dispositius convencionals que emeten, transmeten, donen forma o reben senyals electromagnètics que viatgen per cables, cables o aire. Els materials, dispositius i sistemes que intervenen en aquest treball podrien veure alterades o augmentades les seves propietats. Per tant, això ja està passant amb les antenes de metamaterials i els dispositius relacionats que estan disponibles comercialment. A més, en el domini sense fil, aquests aparells metamaterials es continuen investigant. També s'estan investigant altres aplicacions. Es tracta d'absorbidors electromagnètics com absorbidors de radar-microones, ressonadors elèctricament petits, guies d'ones que poden anar més enllà del límit de difracció, compensadors de fase, avenços en dispositius d'enfocament (per exemple , lents de microones) i antenes elèctricament petites millorades.
En el règim de freqüència òptica, el desenvolupament de la superlent pot permetre obtenir imatges per sota del límit de difracció. Altres aplicacions potencials per als metamaterials d'índex negatiu són la nanolitografia òptica, els circuits de nanotecnologia, així com una superlent de camp proper (Pendry, 2000) que podria ser útil per a la imatge biomèdica i la fotolitografia de longitud de subona.